# Clemencia Carabalí
Clemencia Carabalí Rodallega (Buenos Aires (Cauca)) es una lideresa social, tecnóloga industrial, administradora de empresas y política colombiana. Ganadora del Premio Woodrow Wilson y el Premio Nacional por su trabajo en favor de los derechos humanos. En septiembre de 2022 fue nombrada consejera presidencial para la equidad de la mujer del gobierno de Gustavo Petro. Ocupó dicho cargo hasta octubre de 2023.

## Biografía

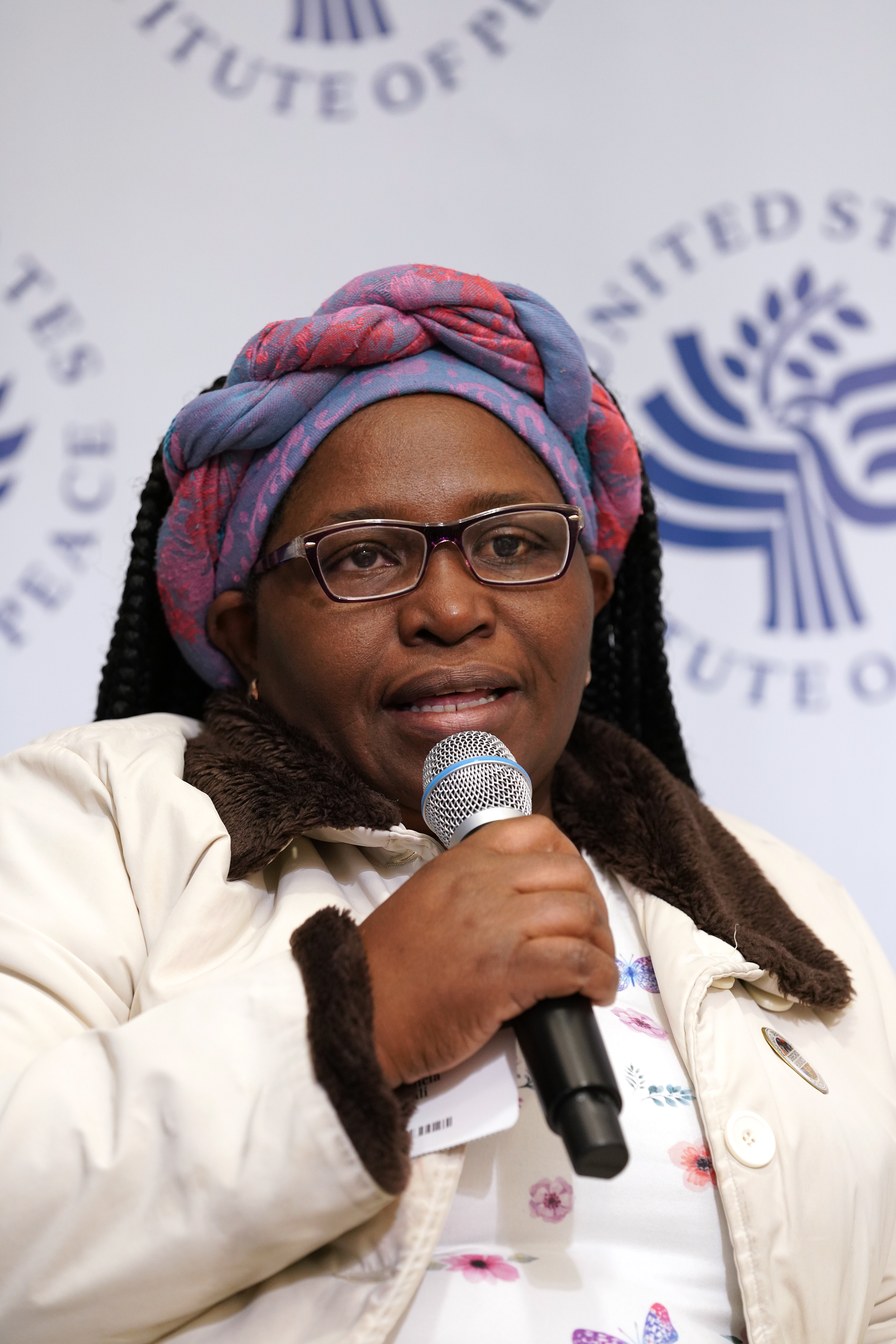
Carabalí en 2020.

Carabalí es reconocida por liderar durante varios años procesos de reconocimiento de víctimas del conflicto armado, en particular de mujeres de comunidades negras.
Por su activismo político en el norte del Cauca, recibió varias amenazas de muerte y sufrió un atentado en 2019 proveniente de grupos paramilitares.
Carabalí es la fundadora de la Asociación de Mujeres Afrodescendientes del Norte del Cauca, ASOM y ha formado parte de grupos sociales y políticos como Proceso de Comunidades Negras, y el movimiento Soy Porque Somos, también ha participado en la Misión de la ONU en Colombia.
En agosto de 2022 fue nombrada por el recién electo presidente Gustavo Petro para encabezar el empalme del área de «Poblaciones» con el gobierno saliente. En septiembre de 2022 fue anunciada como consejera presidencial para la equidad de la mujer.

## Reconocimientos
- Premio Nacional a la Defensa de los Derechos Humanos en Colombia 2019, categoría Defensor del Año.[5]
- Premio Woodrow Wilson 2021.[7]